# Anna Gandler
Anna Gandler (* 5. Jänner 2001 in Hall in Tirol) ist eine österreichische Biathletin. Sie wurde 2020 Jugendweltmeisterin und gab Ende 2022 ihr Weltcupdebüt.

## Sportliche Laufbahn
Ihre ersten internationalen Rennen bestritt Anna Gandler bei den Jugendweltmeisterschaften 2017, wo sie im Sprintrennen die Silbermedaille gewann. In den folgenden Jahren nahm sie an Rennen im IBU-Junior-Cup sowie diversen Junioreneuropa- und Juniorenweltmeisterschaften teil, beim Olympischen Jugendfestival 2019 gewann sie die Bronzemedaille im Sprint. 2020 in Lenzerheide ergatterte Gandler im Jugendbereich Bronze im Einzelrennen und Gold in der Verfolgung. Wenig später gab die Österreicherin in Martell ihr Debüt im IBU-Cup und wurde sofort 25. und 18. in Sprint und Verfolgung. Kurz darauf gewann sie bei den Junioreneuropameisterschaften im heimischen Hochfilzen Gold im Einzelrennen der Junioren. Nach einem fünften Rang im Sprint lag Gandler – wie in Lenzerheide mit einem vierten Platz – auf einer aussichtsreichen Position für eine weitere Medaille im Verfolgungsrennen. Dieses und die Staffelrennen wurden jedoch aufgrund der aufkommenden COVID-19-Pandemie ersatzlos gestrichen. Nach einer ersten EM-Teilnahme gewann sie bei den Juniorenweltmeisterschaften 2021 in Obertilliach gemeinsam mit Anna Juppe, Lisa Osl und Lea Rothschopf Bronze im Staffelrennen. Zum Ende der Saison lief die Österreicherin in Obertilliach weitere IBU-Cup-Rennen und verpasste als Vierte des Kurzeinzels ihr erstes Podest um weniger als zwei Sekunden.
Ab Ende 2021 gehörte Gandler zum IBU-Cup-Aufgebot. Nach einer eher durchwachsenen ersten Saisonhälfte lief sie in Nové Město na Moravě erstmals auf ein Podest auf Seniorenebene und musste sich im Sprintrennen nur Caroline Colombo geschlagen geben. Auch 2022/23 lief Gandler zunächst im IBU-Cup; nach überzeugenden Ergebnissen (dreimal Top Ten in vier Rennen) gab sie  bei ihren Heimrennen in Hochfilzen ihr Weltcupdebüt, wo sie in der Verfolgung mit Rang 30 erste Weltcuppunkte erzielte. Auch bei den Wettkämpfen von Le Grand-Bornand war die Österreicherin am Start, nach dem 20. Platz im Sprint lief sie im Verfolger bis auf Position 11 und qualifizierte sich für ihren ersten Massenstart, den sie als 19. abschloss. Im Januar 2023 gelang ihr mit Dunja Zdouc, Anna Juppe und Julia Schwaiger mit Rang 5 das beste österreichische Damenstaffelergebnis der Weltcupgeschichte. Auch ansonsten überzeugte Gandler im Januar und qualifizierte sich somit sofort für ihre ersten Weltmeisterschaften der Senioren, wo sie im Einzel Rang 24 erreichte und mit der Frauenstaffel erneut auf den fünften Platz lief. Ihre besten Saisonergebnisse erzielte sie allerdings beim Weltcupfinale in Oslo, wo sich Gandler nach einem 13. Rang im Sprint für ihren zweiten Massenstart qualifizierte und dort trotz dreier Schießfehler Platz 7 erreichte. Die Saison schloss sie als 32. der Gesamtwertung ab.

## Persönliches

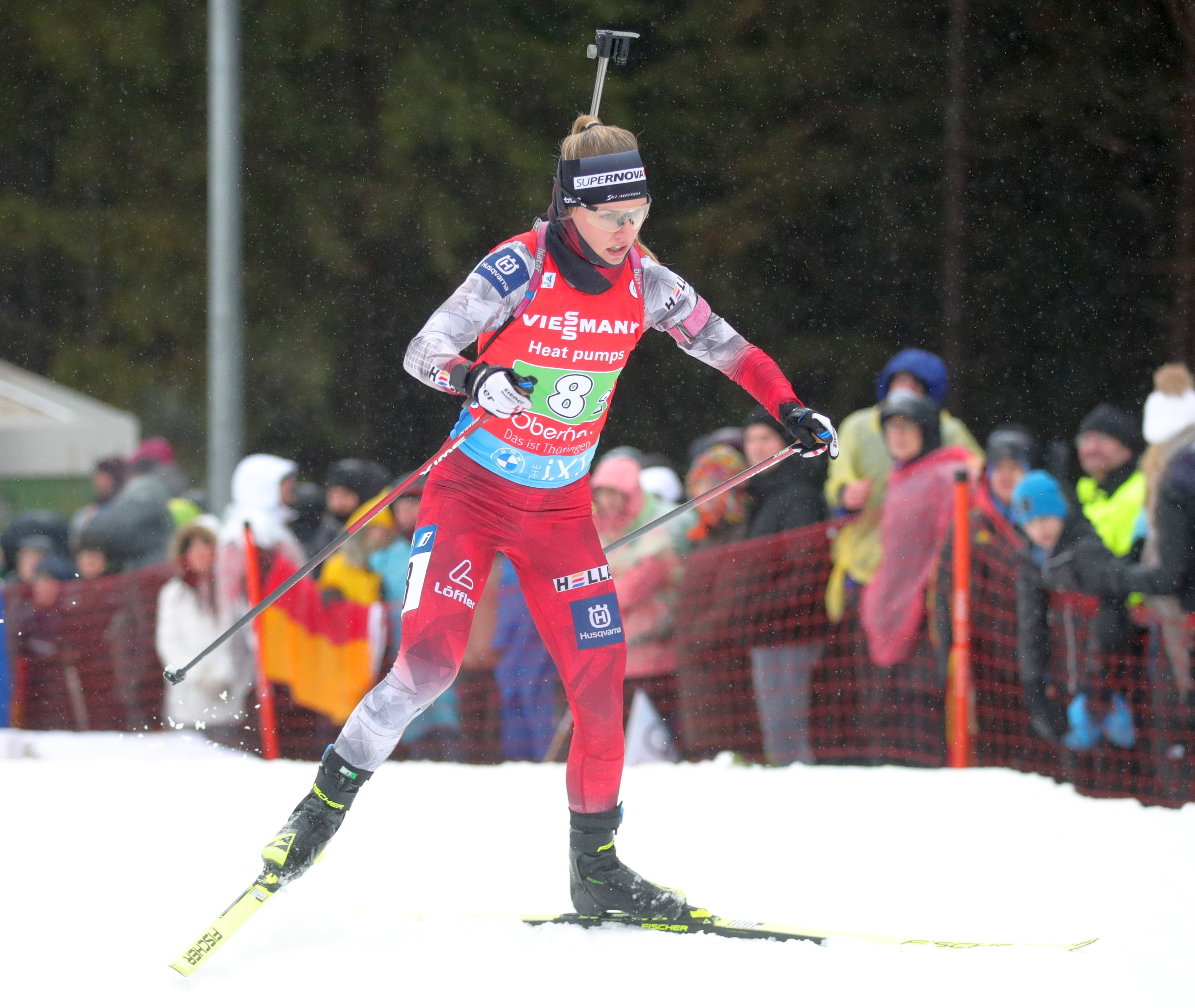
Gandler bei den Weltmeisterschaften 2023 in Oberhof

Anna Gandler ist die Tochter des ehemaligen Skilangläufers Markus Gandler. Sie stammt aus Innsbruck und startet für den SC Kitzbühel. Sie ist Botschafterin des Vereins Athletes for Ukraine und in einer Beziehung mit dem französischen Biathleten Émilien Claude.

## Statistiken

### Weltcupplatzierungen
Die Tabelle zeigt alle Platzierungen (je nach Austragungsjahr einschließlich Olympische Spiele und Weltmeisterschaften).
- 1.–3. Platz: Anzahl der Podiumsplatzierungen
- Top 10: Anzahl der Platzierungen unter den ersten zehn (einschließlich Podium)
- Punkteränge: Anzahl der Platzierungen innerhalb der Punkteränge (einschließlich Podium und Top 10)
- Starts: Anzahl gelaufener Rennen in der jeweiligen Disziplin
- Staffel: inklusive Mixed- und Single-Mixed-Staffeln

| Platzierung               | Einzel | Sprint | Verfolgung | Massenstart | Staffel | Gesamt |
| ------------------------- | ------ | ------ | ---------- | ----------- | ------- | ------ |
| 1. Platz                  |        |        |            |             |         |        |
| 2. Platz                  |        |        |            |             |         |        |
| 3. Platz                  |        |        |            |             |         |        |
| Top 10                    |        | 2      | 3          | 2           | 10      | 17     |
| Punkteränge               | 1      | 7      | 10         | 4           | 11      | 33     |
| Starts                    | 4      | 13     | 12         | 4           | 11      | 44     |
| Stand: Saisonende 2023/24 |        |        |            |             |         |        |

### Biathlon-Weltmeisterschaften
Ergebnisse bei den Weltmeisterschaften:
| Weltmeisterschaften | Weltmeisterschaften  |  | Einzelwettbewerbe | Einzelwettbewerbe | Einzelwettbewerbe | Einzelwettbewerbe | Staffelwettbewerbe | Staffelwettbewerbe | Staffelwettbewerbe |
| Jahr                | Ort                  |  | Einzel            | Sprint            | Verfolgung        | Massenstart       | Damenstaffel       | Mixedstaffel       | S.-M.-Staffel      |
| ------------------- | -------------------- |  | ----------------- | ----------------- | ----------------- | ----------------- | ------------------ | ------------------ | ------------------ |
| 2023                | Oberhof              |  | 24.               | 49.               | 29.               | –                 | 5.                 | –                  | –                  |
| 2024                | Nové Město na Moravě |  | 19.               | 11.               | 12.               | 7.                | 8.                 | 6.                 | –                  |

### Juniorenweltmeisterschaften
Ergebnisse bei den Juniorenweltmeisterschaften:
| Weltmeisterschaften | Weltmeisterschaften | Einzel | Sprint | Verfolgung | Staffel |
| Jahr                | Ort                 | Einzel | Sprint | Verfolgung | Staffel |
| ------------------- | ------------------- | ------ | ------ | ---------- | ------- |
| 2017                | Osrblie             | 11.    | 2.     | 20.        | 11.     |
| 2018                | Otepää              | 25.    | 11.    | 11.        | –       |
| 2019                | Osrblie             | –      | 4.     | 9.         | –       |
| 2020                | Lenzerheide         | 3.     | 4.     | 1.         | 6.      |
| 2021                | Obertilliach        | 12.    | 28.    | 37.        | 3.      |